# Ходжамбаз
Ходжамбаз (туркм. Hojambaz — город, центр Ходжамбазского этрапа Лебапского велаята Туркменистана. Расположен на правобережье Амударьи, в 3 км от пристани Ходжамбаз и в 35 км к северо-западу от железнодорожной станции Амударьинская (на линии Карши — Термез).
В советский период назывался Ходжамбаз был центром Ходжамбазского района Чарджоуской области Туркменской ССР.
С 1963 года — посёлок городского типа. С 2016 года — город.